# Sporting CP (rullskridskohockey)
Sporting Clube de Portugal är en rullhockeyklubb i Lissabon. Den är en del av sportklubben Sporting CP.

## Spelare
| Nr | Land      | Spelare           | Pos     | Födelsedatum |
| -- | --------- | ----------------- | ------- | ------------ |
| 4  | Spanien   | Ferran Font       | Backar  | 12.11.1996   |
| 5  | Portugal  | Telmo Pinto       | Backar  | 23.01.1993   |
| 8  | Portugal  | Caio              | Backar  | 05.01.1982   |
| 9  | Spanien   | Pedro Gil         | Forward | 26.04.1980   |
| 14 | Italien   | Alessandro Verona | Forward | 11.08.1995   |
| 17 | Argentina | Matías Platero    | Backar  | 17.10.1988   |
| 27 | Spanien   | Raul Marin        | Forward | 15.10.1986   |
| 44 | Portugal  | João Souto        | Forward | 26.07.1992   |
| 57 | Spanien   | Toni Pérez        | Forward | 07.07.1990   |
| 61 | Portugal  | Ângelo Girão      | Målvakt | 28.08.1989   |
| 91 | Portugal  | José Diogo        | Målvakt | 17.07.1993   |
| 99 | Argentina | Gonzalo Romero    | Forward | 09.09.1992   |

| Land     | Namn          | Position             |
| -------- | ------------- | -------------------- |
| Portugal | Paulo Freitas | Huvudtränare         |
| Portugal | Ricardo Gomes | Assisterande tränare |